# 荘清次郎
荘 清次郎（しょう せいじろう、1862年2月18日（文久2年1月20日） - 1926年（昭和元年）12月25日）は、日本の実業家。三菱合資会社専務理事。族籍は東京府士族。

## 人物
肥前大村藩士・荘新右衛門の長男。若年にして東京に出て、一ッ橋英語学校に学び、後大学予備門に入る。1885年、東京大学卒業、法学士の称号を得る。1886年、米国に渡航し、エール大学に入り、1887年にマスター・オブ・ローの学位を受く。米国諸州を巡遊する。欧州に渡り実業を視察して帰朝、直に三菱会社に入る。
1892年、大阪に第百十九国立銀行の支店を設置されるとその支配人に挙げられ、1895年、三菱会社の神戸支店設置と共にその支店長に転じ、1900年、同社庶務部長となる。1910年、同社内事部長、さらに専務理事、管事となる。東京倉庫、猪苗代水力電気、旭硝子の役員を兼ねる。病の為三菱合資会社を辞する。

## 家族・親族
荘家
- 父・新右衛門（旧肥前大村藩士）[2][4]
- 母・テイ（1837年 - ?、長崎士族、岩永彦左衛門の三女）[7]
- 妻・千賀（1866年 - ?、鹿児島士族、田実胤信の長女）[2][4]
- 長男[3]
- 二男・清彦[2][4]（1894年 - 1967年、三菱商事社長）
- 三男・素彦[5]（1898年 - 1967年、三菱製紙副社長）
- 四男[7]
- 五男[7]
- 二女・静子（1893-）[5] ‐ 高木健吉の妻[8]
- 三女・寿美子（1896年 - ?、男爵西村敬三の妻）[5]
- 四女・慶子[5]（1900年 - 1983年、福島繁太郎の妻[5]、随筆家）
- 五女・荒木光子[5]（1902年 - ?、荒木光太郎の妻[9]）
- 孫[5]

親戚
- 二女の夫・高木健吉 ‐ 三菱銀行社長。1889年士族・高木修一の長男に生まれ、東京帝国大学法科大学政治科卒。長男・高木健一郎（三菱商事取締役）の岳父に小原直。妹の舅に荒木十畝。
- 三女の夫の父・西村精一[3]（男爵、陸軍中将）
- 四女の夫・福島繁太郎[5]（美術評論家）
- 五女の夫・荒木光太郎[9]（経済学者）弟の妻は相婿の高木健吉の妹。